# Protectorat Occidental d'Aden
El Protectorat Occidental d'Aden fou la zona sota protectorat britànic a l'oest de l'Hadramaut, a la part occidental del que fou el Iemen del Sud i avui República del Iemen. La diferència entre el protectorat i la colònia d'Aden és que el Protectorat estava governat per caps locals (sultans o xeics principalment) sota supervisió d'un resident britànic, mentre la colònia era administrada directament pels britànics. El protectorat occidental cobria un territori de 58.016 km², exclosos els soldanats de Wahidi i els xeicats d'Irqah i Hawra.

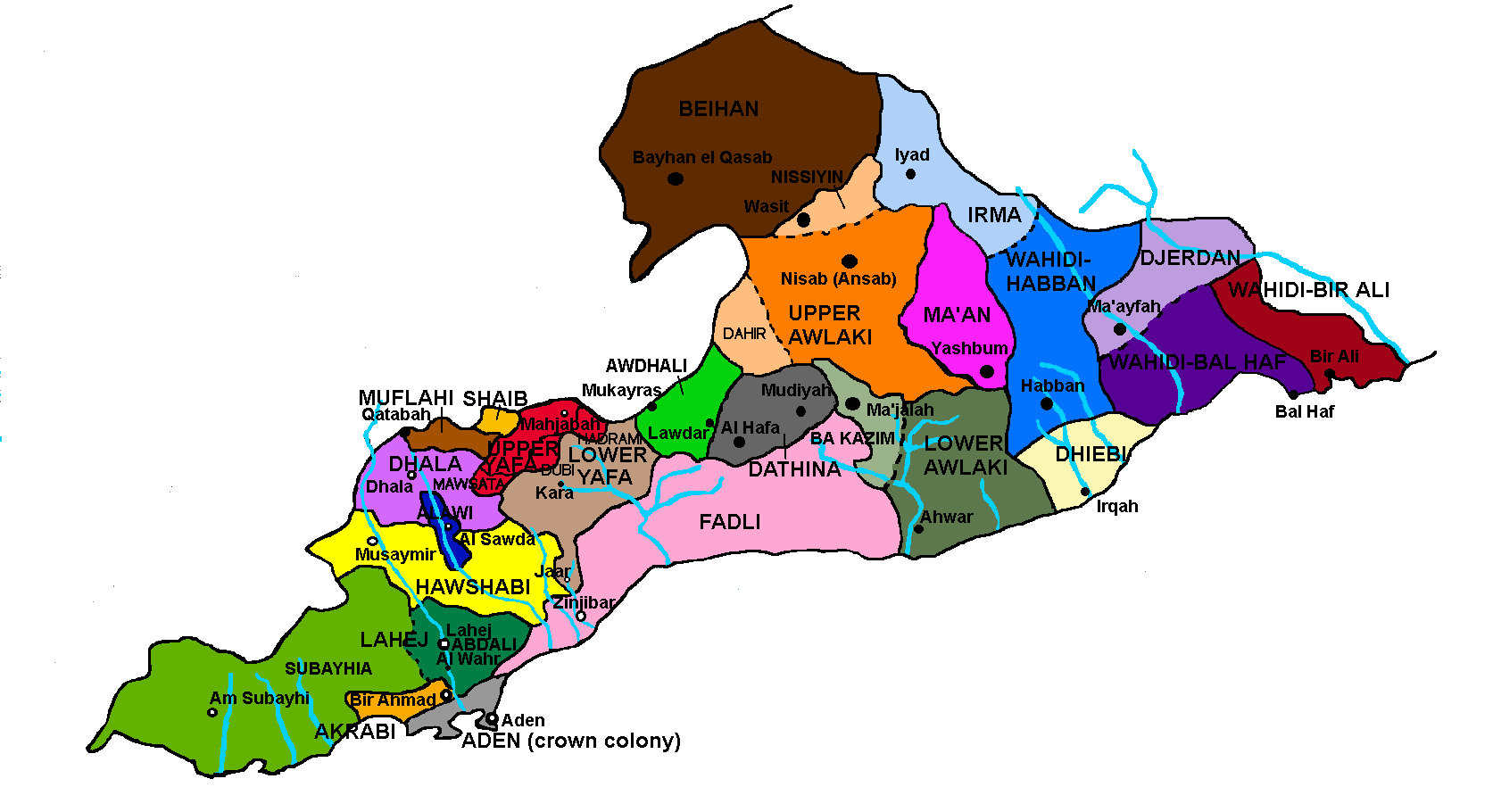
Mapa del Protectorat Occidental

Els territoris directament integrats al protectorat foren:
- Sultanat de Lahej (dinastia Abdali), protectorat en 1887
- Xeicat dels Akrabi de Bir Ahmad, protectorat en 1888
- Sultanat Hawshabi de Musaymir, protectorat en 1904
- Xeicat dels Alawi, protectorat en 1895
- Emirat de Dhala, dinastia amiri, protectorat en 1904
- Xeicat de Shaib, dinastia saqladita
- Xeicat de l'Alt Yafa o Mahjabah, dinastia askàrida, protectorat en 1895
- Sultanat del Baix Yafa o Jaar, protectorat en 1895
- Sultanat de Fadli o Zinjibar, protectorat en 1890
- Sultanat d'Awdhali o Zarah, protectorat en 1888
- Estat de Dathina, república
- Emirat de Beihan, dinastia haiximita
- Sultanat de l'Alt Awlaqi o Nisab, protectorat en 1890
- Xeicat de l'Alt Awlaqi o Ma'an o Yashbum, protectorat en 1890
- Sultanat del Baix Awlaqi o Ahwar, protectorat en 1890
- Xeicat de Dubi
- Xeicat d'Hadrami
- Estat de Mawsata
- Xeicat dels Muflahi
- Xeicat de Busi
- xeicats dels dhiab o dhiebi a Irqah i a Hawra, protectorat en 1888
- Sultanat dels Wahidi d'Habban
- Sultanat dels Wahidi de Bal Haf, protectorat en 1888
- Sultanat dels Wahidi de Bir Ali, protectorat en 1895

Altres xeicats estaven sotmesos a l'autoritat d'un sultà o xeic superior i formaven part del protectorat no per un tractat directe amb els britànics sinó per la relació concertada pel cap dels que depenien. Els principals eren els de Nissiyin (Alt Awlaqi), Subayha (Lahej), Dahir (Alt Aulaqi), Ba Kazim (Baix Awlaqi), Irma i Djerdan (al Wahidi) i Ba Abdali (Seiyun)
El 1959 es va crear la Federació d'Emirats del Sud d'Aràbia que va esdevenir la Federació d'Aràbia del Sud. El Protectorat Occidental va desaparèixer de facto, ja que només un dels estats va romandre fora de la federació. Els estats que no es van unir a la federació (Alt Yafa a la part occidental, Quaiti, Kathiri i Mahra a l'oriental) van quedar inclosos en el Protectorat d'Aden, format principalment per l'antic Protectorat Oriental d'Aden.